# Żabokliki (powiat de Węgrów)
Pour les articles homonymes, voir Żabokliki.
Żabokliki  (prononciation : [ʐabɔˈkliki]) est un village polonais situé dans la gmina de Korytnica dans le powiat de Węgrów et en voïvodie de Mazovie dans le centre-est de la Pologne.
Ce village se trouve à environ 6 kilomètres au sud de Korytnica, 10 kilomètres à l'ouest de Węgrów (chef-lieu du powiat) et à 63 kilomètres à l'est de Varsovie (capitale de la Pologne).

## Histoire
De 1975 à 1998, le village appartenait administrativement à la voïvodie de Siedlce.